# الطيور الحرة
الطيور الحرة (بالإنجليزية: Free Birds)‏ هو فيلم كوميدي أُصدر في الولايات المتحدة سنة 2013. الفيلم من إخراج جيمي هيوارد.

## طاقم التمثيل
- أوين ويلسون
- وودي هارلسون
- إيمي بويهلر
- جورج تاكي
- كولم مياني
- جيمي هيوارد
- كارلوس ألازراكوي

## القصة
دور أحداث الفيلم حول اثنان من الديوك الرومية هما ريجي (أوين ويلسون) وجيك (وودي هارلسون) اللذان يُحتم عليهما الأمر الاتحاد معاً وإنهاء كافة خلافات الماضي بينهما من أجل السفر إلى الماضي تحديداً في عام 1621 بواسطة آلة الزمن، وبالفعل يذهبان داخل مستعمرة بليموث، ويجدان نفسهما داخل صراع رهيب مع إحدى العشائر التركية من أجل البقاء، ثم تغيير عادة البشر هناك في أكل الديوك الرومي في الأعياد.

## الميزانية والإيرادات
بلغت تكلفة إنتاج الفيلم حوالي 55 مليون دولار بينما حقق أرباحاً تقدر بـ 53,245,000 دولار.

## وصلات خارجية
- الموقع الرسمي
- الطيور الحرة على موقع IMDb (الإنجليزية)
- الطيور الحرة على موقع ميتاكريتيك (الإنجليزية)
- الطيور الحرة على موقع روتن توميتوز (الإنجليزية)
- الطيور الحرة على موقع نتفليكس (الإنجليزية)
- الطيور الحرة على موقع قاعدة بيانات الأفلام العربية
- الطيور الحرة على موقع ألو سيني (الفرنسية)
- الطيور الحرة على موقع Turner Classic Movies (الإنجليزية)
- الطيور الحرة على موقع أول موفي (الإنجليزية)
- الطيور الحرة على موقع بوكس أوفيس موجو (الإنجليزية)
- الطيور الحرة على موقع فيلمافينيتي (الإسبانية)